# (16962) Elizawoolard
(16962) Elizawoolard est un astéroïde de la ceinture principale.

## Description
(16962) Elizawoolard est un astéroïde de la ceinture principale. Il fut découvert le 28 août 1998 à Socorro (Nouveau-Mexique) par le projet LINEAR. Il présente une orbite caractérisée par un demi-grand axe de 2,41 UA, une excentricité de 0,12 et une inclinaison de 7,0° par rapport à l'écliptique.

## Compléments